# Fernand Danhaive
Pour les articles homonymes, voir Danhaive.
Fernand Danhaive, né à Saint-Servais le 11 juillet 1888 où il est mort le 19 mars 1935, est un historien namurois ayant écrit dans le domaine de l'histoire locale. 
Il est le père de l'auteur Louise-Marie Danhaive.

## Carrière militaire
Fernand Danhaive est volontaire de guerre durant la Première Guerre mondiale. En 1914, il est affecté en tant qu'artilleur à la défense des forts de Namur, lors du déclenchement de la Première Guerre mondiale. Il est capturé par l'assaillant le 23 aout et emmené en Allemagne.
C'est des suites de la maladie qu'il contracte en détention qu'il meurt prématurément.

## Carrière littéraire
Fernand Danhaive est reçu membre des Rèlîs Namurwès en 1911.
À la mi-avril 1915, alors qu'il est détenu en Allemagne, il retrouve trois de ses confrères Rèlîs — Gustave Arnould, Édouard Thirionet et Edmond Wartique — au camp de Soltau. Les amis décident alors de fonder un chapitre indépendant du cercle, les Rèlîs Namurwès Prîjnîs (« Rèlîs Namurwès Prisonniers »). La séance inaugurale se tient le 22 avril 1915 dans les « latrines de la baraque 69 A ». Le groupe parvient à tenir trois séances avant que ses membres ne se trouvent à nouveau séparés. Lors de la troisième séance du 5 mai 1915, le président, Thirionet, inflige un blâme à Danhaive, qui n'a pas à son actif le nombre de travaux requis par les règlements. Après son départ de Soltau, Fernand Danhaive semble n'avoir plus écrit en wallon durant ses années de captivité.
En 1916, la cocarde du cercle littéraire dialectal Lès Rèlîs Namurwès est décernée collectivement aux six membres ayant pris directement part à la guerre. Fernand Danhaive la reçoit le 16 mars 1919, en compagnie des quatre autres récipiendaires survivants. En 1925, il obtient à nouveau la cocarde des Rèlîs Namurwès, cette fois-ci pour ses activités au sein du cercle.